# Luceria affinis
Luceria affinis là một loài bướm đêm trong họ Erebidae.